# Boeng Keng Kang Bei
Boeng Keng Kang Bei es una comuna (khum) del distrito de Chamkarmon, en la provincia de Nom Pen, Camboya. En marzo de 2008 tenía una población estimada de 22 200 habitantes.
Se encuentra ubicada junto a los ríos Mekong y Bassac, al sur del lago Sap (Tonlé Sap).